# Airvault
Airvault es una comuna nueva francesa situada en el departamento de Deux-Sèvres, de la región de Nueva Aquitania.

## Historia
En 1972 absorbe las comunas de Borcq-sur-Airvault, Boussais y Soulièvres.
En 1984 la comuna de Boussais fue reconstituida a partir de sus antiguos territorios.
Fue creada como comuna nueva el 1 de enero de 2019, en aplicación de una resolución del prefecto de Deux-Sèvres de 6 de diciembre de 2018 con la unión de las comunas de Airvault y Tessonnière, pasando a estar el ayuntamiento en la antigua comuna de Airvault.

## Demografía
Según los datos aportados en la resolución del prefecto de Deux-Sèvres, la comuna nueva se crea con 3366 habitantes.

## Composición
| Comuna delegada    | Código INSEE | Población (2016) | Superficie (km²) | Densidad (hab./km²) |
| ------------------ | ------------ | ---------------- | ---------------- | ------------------- |
| Airvault           | 79005        | 3289             | 49.28            | 66.7                |
| Borcq-sur-Airvault | 79041        | 281              | -                | -                   |
| Soulièvres         | 79317        | 532              | -                | -                   |
| Tessonnière        | 79325        | 308              | 14.60            | 21                  |